# Lưu Kiến Siêu
Lưu Kiến Siêu (tiếng Trung:刘建超, bính âm:Liú Jiànchāo, sinh ngày 23 tháng 2 năm 1964, người Cát Lâm) là nhà ngoại giao, chính trị gia Trung Quốc. Ông là Ủy viên Ủy ban Trung ương Đảng Cộng sản Trung Quốc khóa XX, Trưởng Ban Liên lạc Đối ngoại Ủy ban Trung ương Đảng Cộng sản Trung Quốc. Ông từng là cựu phát ngôn viên Bộ Ngoại giao Cộng hòa Nhân dân Trung Hoa, Tổng Giám đốc Văn phòng Thông tin Bộ Ngoại giao Trung Quốc, Đại sứ Cộng hòa Nhân dân Trung Hoa tại Philippines.

## Tiểu sử
Ông tốt nghiệp Đại học Ngoại ngữ Bắc Kinh. Sau đó ông nghiên cứu chuyên ngành quan hệ quốc tế tại Đại học Oxford 1986-1987 và sau đó bắt đầu làm việc trong Bộ Ngoại giao tại Ban phiên dịch. Ông tiếp tục giữ các vị trí khác nhau trong ngành, các đại sứ quán, trong đó có Bí thư thứ nhất của đại sứ quán Trung Quốc tại Vương quốc Liên hiệp Anh và Bắc Irealnd 1995-1998, Tham tán tại Văn phòng Thông tin Bộ Ngoại giao 1998-2000, và Phó tổng giám đốc của Văn phòng Thông tin từ năm 2001 đến năm 2006. Ông cũng được phái đến Liêu Ninh, làm phó Bí thư thành phố cấp huyện Hưng Thành 2000-2001. Tháng 3 năm 2006, ông được bổ nhiệm làm tổng giám đốc của Văn phòng Thông tin cũng như người phát ngôn chính của Bộ Ngoại giao Trung Quốc.
Vào tháng 1 năm 2009, Mã Chiêu Húc đã đảm nhận các chức vụ của ông. Lưu sau đó đã được bổ nhiệm làm đại sứ tại Philippines (việc luân chuyển công tác, chức vụ trong ngành ngoại giao khá phổ biến). Ông đã kết hôn và có một con trai.